# Pacto Colonial

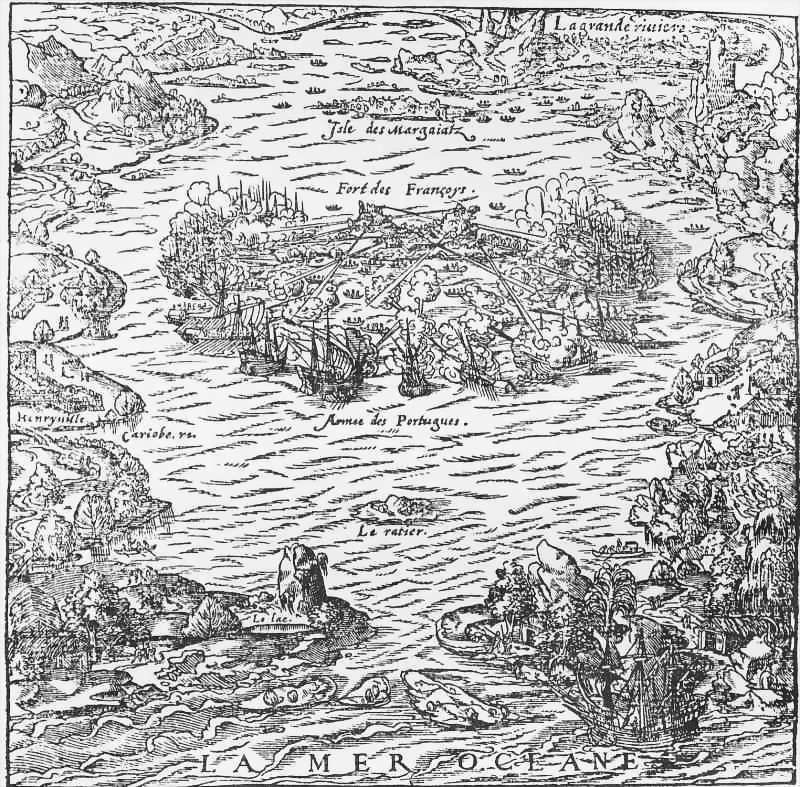
Ilustração representando o ataque português ao forte Coligny em 1560: o comércio francês com os índios do litoral brasileiro no século XVI era visto pelos portugueses como uma ruptura do pacto colonial

O Pacto Colonial, ou Exclusivo Comercial Metropolitano, era um sistema de leis e normas que as metrópoles impunham às suas colônias durante o período colonial, ou seja: as metrópoles eram os países que se beneficiavam dos produtos e da atividade econômica de seus territórios coloniais.
As leis introduzidas no pacto tinham, como objetivo principal, garantir que as atividades econômicas das colônias gerassem lucros para a metrópole, e que as colônias teriam que comprar e vender produtos somente para a metrópole, significando, assim, que os lucros obtidos não fariam parte do mercado internacional.
Este sistema do pacto não ordenava somente a economia entre metrópole e colônia, mas também regulamentava a atividade política, militar e disposições jurídicas entre a metrópole e a colônia. Exemplos de metrópoles e colônias conhecidas são Portugal (metrópole) e o Brasil (colônia) no período colonial, e países da Europa (metrópole) que possuíam colônias na América.
O pacto colonial limitava as atividades econômicas da elite colonial. Por um lado, os colonos só podiam vender sua produção a comerciantes legalizados pelas metrópoles, o que não garantia bons preços a eles. Por outro lado, a proibição de instalação de manufaturas nas colônias na América impedia a elite colonial de investir em outro setor de produção que não fosse o agrário.

## Brasil
No Brasil, um exemplo de pacto colonial ocorre com a exploração do pau-brasil. Dom Sebastião, então rei de Portugal, declarou a exploração do pau-brasil monopólio da Metrópole - Ninguém poderia retirar pau-brasil sem permissão da coroa portuguesa e o pagamento de tributos. O monopólio da coroa portuguesa no pau-brasil durou até à vinda da família real portuguesa para o Brasil, em 1808. Logo depois de aportar, dom João, príncipe regente, fez a abertura dos portos, franqueando os portos brasileiros às nações amigas.